# Comté de Madison (Mississippi)
Pour les articles homonymes, voir Comté de Madison.
Le comté de Madison est situé dans l’État du Mississippi, aux États-Unis. Il comptait 74 674 habitants en 2000. Son siège est Canton.